# Denise van Outen
Denise van Outen (Denise Kathleen Outen; 27 de mayo de 1974) es una actriz, cantante, modelo y presentadora de televisión británica.

## Carrera
Presentó el programa The Big Breakfast, interpretó el papel de Roxie Hart en el musical Chicago en The West End y en Broadway y apareció en largometrajes como Tub Tales y Run for Your Life. 
Ofició como jurado en los programas Any Dream Will Do en 2007, Born to Shine en 2011 y Ireland's Got Talent en 2018.
En junio de 2019 se anunció que aparecería como invitada en la popular serie australiana Neighbours ese mismo año.

## Filmografía

### Cine
| Año  | Título                  | Papel          | Notas            |
| ---- | ----------------------- | -------------- | ---------------- |
| 1998 | Jack and the Beanstalk  | Jill           |                  |
| 1999 | Tube Tales              | Alex           | Segmento "Horny" |
| 2000 | Love, Honour and Obey   | Maureen        |                  |
| 2007 | Are You Ready for Love? | Rita           |                  |
| 2012 | Keith Lemon: The Film   | Ella misma     | Cameo            |
| 2012 | Run for Your Wife       | Michelle Smith |                  |

### Televisión
| Año                  | Título                                  | Rol                     |
| -------------------- | --------------------------------------- | ----------------------- |
| 1995–1996            | Massive!                                | Presentadora            |
| 1997–1998, 2000–2001 | The Big Breakfast                       | Presentadora            |
| 1998–2000            | The Record of the Year                  | Presentadora            |
| 1998–1999            | Babes in the Wood                       | Leigh Jackson           |
| 1999–2000            | Something for the Weekend               | Presentadora            |
| 2001                 | Prickly Heat                            | Presentadora            |
| 2004                 | Passport to Paradise                    | Presentadora            |
| 2005                 | This Morning                            | Presentadora            |
| 2006                 | The National Lottery: Christmas Special | Presentadora            |
| 2007                 | Any Dream Will Do!                      | Juez                    |
| 2007                 | Grease: You're the One that I Want!     | Presentadora            |
| 2007                 | The Friday Night Project                | Presentadora            |
| 2008                 | Backstage at the Brits                  | Presentadora            |
| 2008                 | Who Dares, Sings!                       | Presentadora            |
| 2008                 | Hairspray: The School Musical           | Presentadora            |
| 2010                 | The 5 O'Clock Show                      | Presentadora            |
| 2010, 2012           | Lorraine                                | Presentadora            |
| 2010—                | The Only Way Is Essex                   | Narradora               |
| 2011                 | Born to Shine                           | Juez                    |
| 2012                 | Strictly Come Dancing                   | Concursante             |
| 2013                 | Sunday Brunch                           | Presentadora            |
| 2014, 2017–2018      | Loose Women                             | Panelista               |
| 2015                 | EastEnders                              | Karin Smart             |
| 2016–                | Matalan Presents: The Show              | Presentadora            |
| 2018                 | Ireland's Got Talent                    | Juez                    |
| 2019 - 2020          | Neighbours                              | Prudence "Prue" Wallace |